# Crinum oliganthum
Crinum oliganthum är en amaryllisväxtart som beskrevs av Ignatz Urban. Crinum oliganthum ingår i släktet Crinum, och familjen amaryllisväxter. Inga underarter finns listade i Catalogue of Life.